# María Eugenia Vidal
María Eugenia Vidal (Buenos Aires, 8 de setembro de 1973) é uma política argentina, ex-governadora da Província de Buenos Aires pela Proposta Republicana (PRO).
A eleição de Vidal marcou o fim de 28 anos de governos peronistas no poder na maior província da Argentina. Em 2019, tenta a reeleição sem sucesso, sendo derrotada pelo peronista Axel Kicillof.